# Розчин Піранья

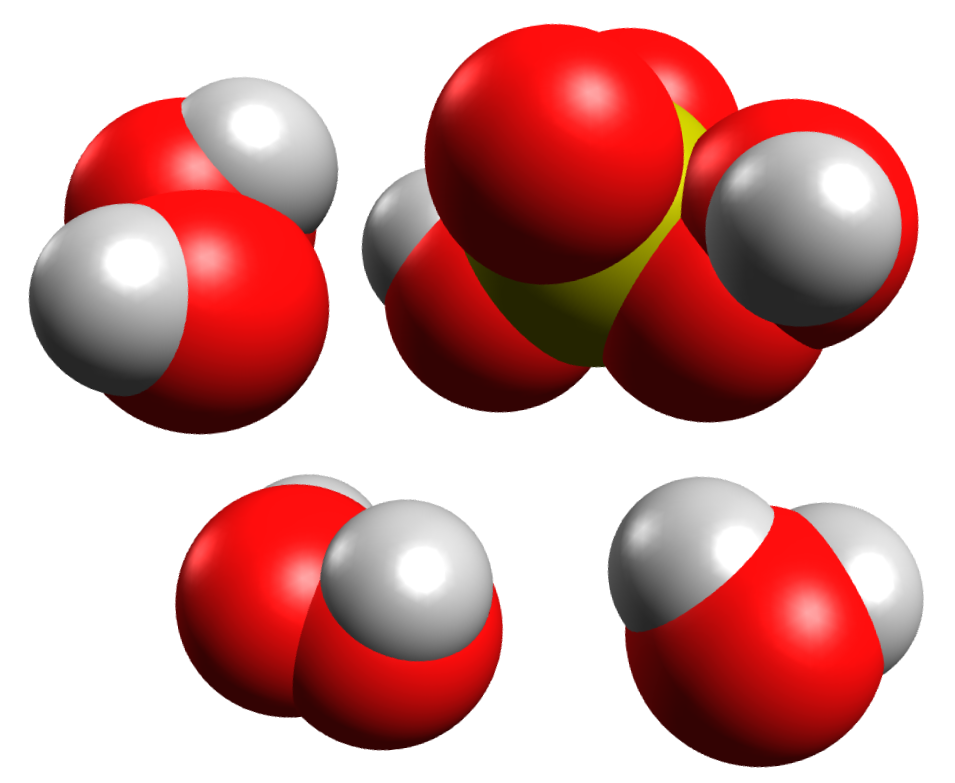
Молекулярні моделі різних молекул, активних у розчині Піранья: пероксисульфатна кислота і перекису водню

Розчин піранья (реактив піранья, суміш піранья) — це суміш сульфатної кислоти та перекису водню. При змішуванні утворюється суміш сильних окисників, яка має назву пергексасульфатна кислота ({\displaystyle {\ce {H4SO6}}}).
Вона використовується для очищення поверхонь від органічних залишків.
Суміш є сильним окисником, тому розкладає більшість органічних речовин, а також гідроксилює більшість поверхонь (шляхом додавання –ОН-груп), роблячи їх високогідрофільними (водосумісними).
Це означає, що розчин також може легко розчиняти тканину та шкіру, потенційно спричиняючи серйозні пошкодження та хімічні опіки у разі ненавмисного контакту.

## Виготовлення і використання
Рецепт суміші піранья не містить чітко визначеної пропорції компонентів. Зазвичай використовується багато різних пропорцій суміші, і кожна має назву піранья.
Однак, найбільш типовою пропорцією для суміші є: 3 частини концентрованої сульфатної кислоти і 1 частина 30%-го за масою розчину перекису водню. Інші джерела вказують пропорцію 4:1 або 7:1.
Близько спорідненою сумішшю, є суміш 3:1 розчину аміаку ({\displaystyle {\ce {NH4OH}}} або {\displaystyle {\ce {NH3}}}(водн.)) з перекисом водню, яку іноді називають «основна піранья»
Оскільки пероксид водню менш стабільний за високих значень рН, ніж у кислому середовищі, розчин аміаку прискорює його розкладання. Чим вище рН розчину, тим бурхливіше відбувається реакція розкладу пероксиду.

### Виготовлення
Розчин піранья має виготовлятись з дотриманням усіх вимог правил безпеки. Він дуже корозійний і надзвичайно потужний окисник. Перед контактом із розчином поверхні мають бути чистими і вільними від органічних розчинників. Розчин піранья очищує поверхні, розкладаючи органічні забруднення, проте велика їх кількість може спричинити сильне бурління та виділення газу, що може спричинити вибух.
Розчин піранья завжди слід готувати повільно додаючи розчин перекису водню до сульфатної кислоти, але ніколи не в зворотному порядку. Прямий порядок зменшує концентрацію пероксиду водню під час змішування, що, в свою чергу, зменшує швидкість виділення тепла та ризик вибуху.
Змішування компонентів розчину є надзвичайно екзотермічним процесом. Якщо розчин готувати швидко, він стрімко закипить, виділяючи велику кількість корозійних парів. При обережному виготовленні отримане тепло може легко підняти температуру розчину вище 100°C.

### Використання
Перед використанням розчину треба дати йому достатньо охолонути. Раптове підвищення температури також може призвести до бурхливого кипіння розчину. Розчини, виготовлені з використанням перекису водню у концентраціях більше 50 % мас., може спричинити вибух.  Суміші кислоти та пероксиду 1:1 також створять ризик вибуху навіть при використанні звичайного 30 % мас. розчину перекису водню.
Після стабілізації суміші її можна додатково нагріти для підтримки її реакційної здатності. Гарячий розчин очищає органічні сполуки з поверхонь та окиснює або гідроксилює більшість металевих поверхонь. Очищення зазвичай займає від 10 до 40 хвилин, після чого субстрати можна вийняти з розчину та промити деіонізованою водою.
Існує два способи застосування розчину:
1. Розчин можна змішати безпосередньо перед нанесенням
2. Нанести реактиви безпосередньо на матеріал, давши спочатку сульфатну кислоту, а потім пероксид водню.

Перекис водню саморозкладається, тому розчин піранья слід використовувати тільки свіжовиготовленим. Розчин не слід зберігати, оскільки він розкладається, утворюючи газ, що у закритому контейнері створює ризик надмірного тиску та вибуху. Оскільки розчин бурхливо реагує з багатьма відновниками, які зазвичай утилізуються як хімічні відходи, якщо розчин ще не повністю саморозклався або безпечно нейтралізований, його слід залишити у відкритому контейнері при вентиляції.

## Інші застосування

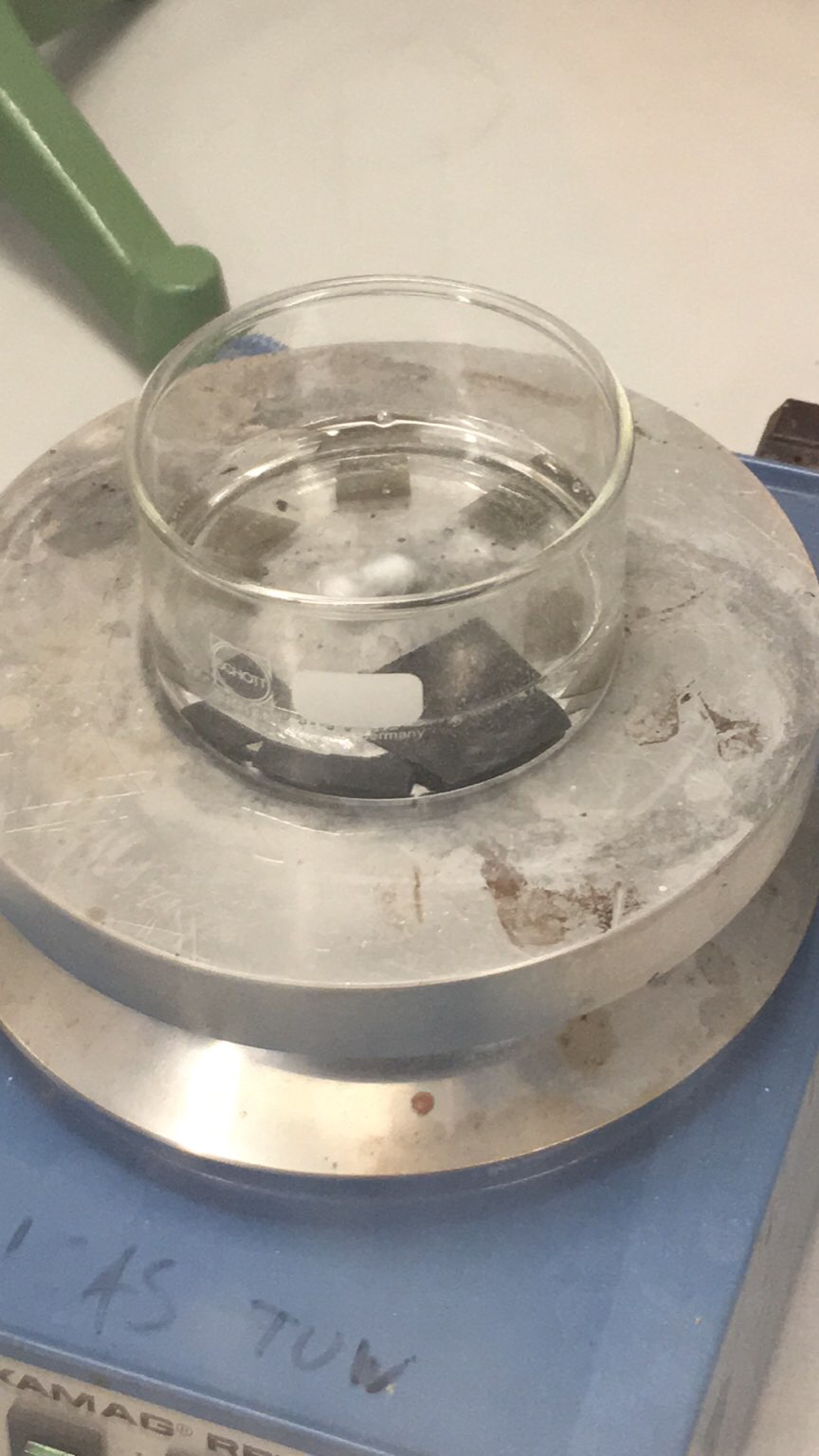
Фрагменти кремнієвої пластини, занурені в розчин піранья для очищення їх поверхні. Можна побачити бульбашки газу утворюється внаслідок коалесценції атомарного кисню, який утворюється в результаті реакції між перекисом водню та сірчаною кислотою.

Розчин піранья часто використовується в мікроелектроніці:
- Для очищення фоторезисту або залишків органічних матеріалів із кремнієвих пластин.

- Для мокрого травлення пластин у процесі виготовлення напівпровідників.[1]

Лабораторне застосування цього розчину — це очищення скляного посуду, однак, його не використовують регулярно через його небезпечність. Хоча, на відміну від інших мийних сумішей (зокрема, хромової суміші), він не залишає на поверхні сла сорбованих продуктів реакції (наприклад, катіонів Cr3+).
Розчин піранья корисний при очищенні фільтрів зі спеченого (або «фриттованого») скла. Цей спосіб використовується, у випадку якщо менш агресивні методи очищення на дали бажаний ефект і є потреба зберегти розміри пор в склі. Хороша пористість і достатня проникність фільтра зі спеченого скла є критичними для його належного функціонування, тому його ніколи не слід очищати сильними основами (NaOH, {\displaystyle {\ce {Na3PO4}}}), які розчиняють кремнезем зі скла та засмічують фільтр. Спечене скло також має тенденцію затримувати дрібні тверді частинки глибоко всередині своєї пористої структури, що ускладнює їх видалення. Зазвичай це досягається шляхом просочування розчину назад через спечене скло. Незважаючи на те, що очищення спеченого скла розчином піранья дозволить зробити його максимально чистим, не пошкодивши скло, це не рекомендується через ризик вибуху.
Розчин піранья використовується, для гідроксилювання скла. Гідроксилювання збільшує кількість силанольних груп на склі, присутніх на його поверхні. Що в свою чергу робить скло більш гідрофільним.

## Механізм
Ефективність розчину піранья в розкладанні органічних залишків пояснюється двома різними процесами, що відбуваються з помітно різною швидкістю:
1) Швидкий процес. Видалення водню і кисню як одиниць води концентрованою сульфатною кислотою. Причина: Гідратація концентрованої сульфатної кислоти є дуже термодинамічно сприятливою, зі стандартною ентальпією реакції (ΔH) −880 кДж / моль. Саме ця швидка реакція зневоднення, а не сама кислотність, робить концентровану сульфатну кислоту, а отже, і розчин піранья, небезпечними для роботи.
Цей процес дегідратації проявляється як швидка карбонізація звичайних органічних матеріалів, особливо вуглеводів, коли вони вступають у контакт із розчином піранья.
Є дві версії походження назви цього розчину:
1. Процес взаємодії розчин-поверхня відбувався настільки стрімко, що нагадував божевільне годування піранья. Зокрема зневоднення великих кількостей органічних залишків занурених у розчин.
2. Другим і більш чітким обґрунтуванням такої назви є здатність розчину піранья «їсти що завгодно», зокрема елементарний вуглець у формі сажі або вугілля.

Процес «їсти що завгодно» з хімічної точки зору, можна розуміти як каталізоване сульфатною кислотою перетворення перекису водню з відносно м'якого окисника у достатньо агресивний, щоб розчинити навіть елементарний вуглець. Це перетворення можна розглядати як енергетично сприятливу дегідратацію пероксиду водню концентрованою сульфатною кислотою з утворенням гідроній-іонів, бісульфат-іонів і, тимчасово, атомарних радикалів кисню (дуже лабільних). 
Ця реактивна форма атомарного кисню дозволяє розчину піранья розкладати елементарний вуглець. Алотропи вуглецю важко атакувати хімічно через високостабільні та типово графітоподібні гібридизовані зв'язки, які поверхневі атоми вуглецю мають тенденцію утворювати один з одним.
Найбільш імовірним способом, розкладання є те, що розчин розриває ці стабільні поверхневі зв'язки вуглець–вуглець. Найбільш імовірний механізм такої реакції полягає у тому, що атомарний радикал кисню спочатку безпосередньо приєднується до атомів вуглецю поверхні, утворюючи карбонільну групу:
У показаному вище рівнянні, атом кисню фактично «викрадає» пару електронів у центрального вуглецю, утворюючи карбонільну групу, і одночасно розриває зв'язки цільового атома вуглецю з одним або кількома його сусідами.
Результатом є каскадний ефект, у якому одна реакція атомарного кисню ініціює значне «розкриття» локальної структури хімічних зв'язків. Це надає можливість широкому спектру водних реакцій взаємодіяти з атомами вуглецю, до того «непроникними».
Подальше окислення, може перетворити початкову карбонільну групу на вуглекислий газ і створити нову карбонільну групу на сусідньому атомі вуглецю, зв'язки якого були розірвані:
Вуглець, який видалено розчином піранья, може бути або вихідним залишком, або вугіллям зі стадії дегідратації. Процес окислення відбувається повільніше, ніж дегідратація; протягом декількох хвилин.
Окислення вуглецю проявляється у вигляді поступового очищення від зваженої сажі та вугілля, що залишилися в результаті початкового процесу дегідратації. З часом розчин піранья, в який були занурені органічні матеріали, зазвичай знову стає повністю прозорим, без видимих слідів органічних матеріалів.
Ще одна важлива властивість розчину піранья як очищувача — його висока кислотність, яка обумовлює розчиненя таких відкладень, як оксиди, гідроксиди та карбонати металів. Однак розчин піранья використовується лише у випадках, коли висока кислотність сприяє очищенню. В інших випадках застосовуються більш слабкі кислоти. Для субстратів з низькою кислотостійкістю кращим є лужний розчин, що складається з гідроксиду амонію та перекису водню, відомий як «основна піранья».

## Безпека та утилізація

### Безпека
Розчин піранья небезпечний, бо він водночас має кислу реакцію і є сильним окисником.
Тому є загальні правила поведінки з ним:
- Розчин, який не буде використовуватись, лишати гарячим не можна. Він має бути холодним.

- Зберігати розчин треба у відкритій ємкості і під вентиляцією.

- Розчин піранья не утилізується разом з органічними розчинниками оскільки це спричинить бурхливу реакцію та значний вибух. Тому, будь-який водний контейнер для відходів, що містить навіть розбавлений або відпрацьований розчин піранья, повинен бути відповідним чином позначений, щоб запобігти цьому.[4]

- Під час чищення скляного посуду розумно та практично доцільно дати розчину піранья прореагувати протягом ночі, залишаючи ємності відкритими під вентильованою витяжною шафою. Це дозволяє відпрацьованому розчину розкладатися перед утилізацією.[4][12][13]

### Утилізація
Утилізація починається з кислотно-лужної нейтралізації. Утилізувати слід холодний розчин з якого перестав виділятись газоподібний кисень.

##### Перший спосіб (з льодом і основою)
Вона полягає у виливанні розчину піранья у достатньо великий скляний контейнер, наповнений льодом, щонайменше у п'ять разів перевищує масу розчину (для охолодження і розведення одночасно).
Далі в розчин повільно додають луг (NaOH або KOH) для нейтралізації.

##### Другий спосіб (з бікарбонатом натрію і охолодженням)
У випадку відсутності льоду розчин піранья можна дуже повільно додавати до насиченого розчину бікарбонату натрію у великій скляній ємності зі значною кількістю нерозчиненого бікарбонату на дні. Його треба додавати по мірі перетворення попередньої порції. Бікарбонатний метод супроводжується виділенням великої кількості газів та піни, і тому не є кращим за попередній. Сильне спінювання виникає, якщо додавати бікарбонат натрію до розчину піранья швидко і без охолодження розчину.
Неправильна нейтралізація може призвести до швидкого розкладання, за якого виділяється чистий кисень (підвищений ризик займання легкозаймистих речовин поблизу від ємності з розчином).